# Oxalis hernandezii
Oxalis hernandezii är en harsyreväxtart som beskrevs av Moc. & Sesse och Dc.. Oxalis hernandezii ingår i släktet oxalisar, och familjen harsyreväxter. Inga underarter finns listade i Catalogue of Life.